# La Condition postmoderne

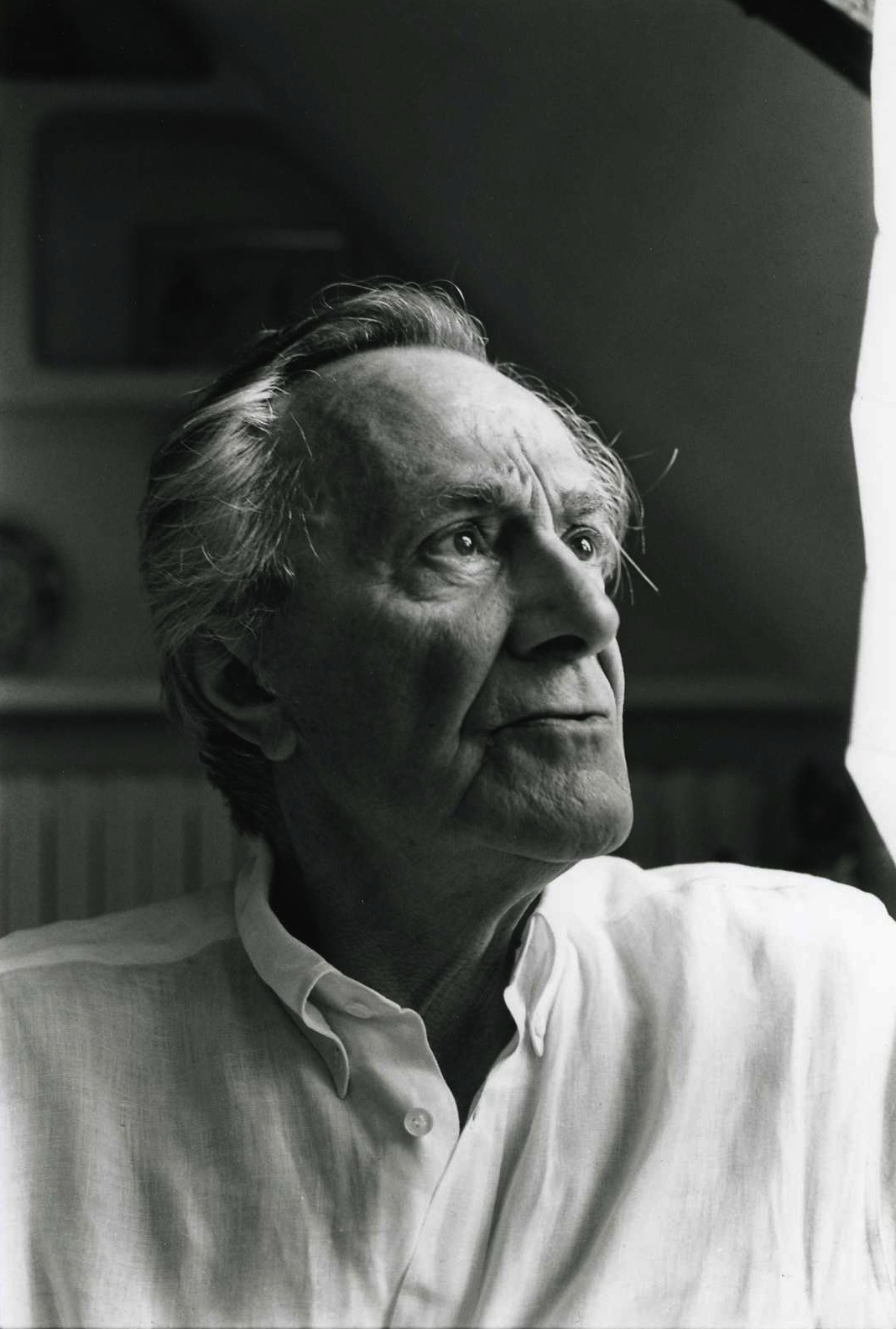
Jean-Francois Lyotard

La Condition postmoderne. Rapport sur le savoir (1979) est un ouvrage de Jean-François Lyotard, qui a popularisé le paradigme esthétique de postmodernisme dans les milieux universitaires. Il s'agit à l'origine d'un « Rapport sur le savoir au XXe siècle », commandé par le gouvernement du Québec. Il considère en particulier que la question du progrès scientifique est bouleversée par l'« incrédulité » envers les métarécits, c'est-à-dire des schémas narratifs totalisants et globaux qui visent à expliquer l'intégralité de l'histoire humaine, de l'expérience et de la connaissance. Confrontant le savoir scientifique au savoir narratif, il interroge ces catégories à l'aune des changements induits par l'informatisation de la société à l'ère post-industrielle. Les deux métarécits de la Modernité qui sont remis en cause sont d'un côté celui de l'émancipation du sujet rationnel, de l'autre celui, hégélien, de l'histoire de l'Esprit universel. Or, selon Lyotard, ces grands récits légitimaient le projet des sciences modernes ; après Auschwitz et l'informatisation de la société, ils auraient perdu toute crédibilité, le savoir devenant dès lors une simple « marchandise informationnelle ». Comment, alors, légitimer la science ?

## La Condition postmoderneet le postmodernisme
Sans doute l'essai le plus connu et le plus cité de Lyotard, La Condition postmoderne a cette rare qualité d'avoir ouvert l'investigation générale sur une « philosophie postmoderne ». Pourtant, cet essai n'est pas le premier texte à mettre en avant une théorie du postmodernisme. Il serait d'ailleurs problématique de voir en Lyotard le père de ce que les Américains appellent les postmodern studies, ce concept étant traité de manière extrêmement variée chez plusieurs critiques sous le nom de postmodernisme en littérature ou par ailleurs dans les arts et l'architecture. Ce texte ne propose donc ni une définition définitive, ni une genèse de la notion, mais bien plutôt une reprise qui reconsidère cette notion et la constitue en paradigme critique. 
L'hypothèse de travail de Lyotard repose sur l'idée que le savoir change de statut en même temps que les sociétés entrent dans l'âge du postmodernisme. Ce passage, débuté à la fin des années 1950, est influencé par ce qu'il appelle « le discours scientifique.» Or, le savoir scientifique n'est, pour Lyotard, qu'une des formes du discours qui porte sur les différentes problématiques du langage : la phonologie et les théories linguistiques, les problèmes de la communication et la cybernétique, les algèbres modernes et l'informatique, les ordinateurs et leurs langages, les problèmes de traduction des langages et la recherche des compatibilités entre langages-machines. Ainsi, il observe le postmodernisme dans l'optique de l'incidence de transformations technologiques sur le savoir. 

## Les bouleversements du savoir et la légitimation
Lyotard cherche d'abord à commenter l'état du savoir à la fin du XXe siècle. Il aborde le savoir d'un point de vue épistémologique en s'efforçant de ne pas introduire dans son propre discours des jugements de valeur subjectifs et en insistant sur les caractéristiques propres aux discours contemporains sur la connaissance. Comme dans tous ses livres, Lyotard élabore son propos à l'aide du vocabulaire de la phénoménologie. Le savoir a connu des bouleversements importants au XXe siècle. Pour Lyotard, ces bouleversements marquent la fin du pouvoir hégémonique de ce qu'il appelle les métarécits de la modernité. 
D'autre part, Lyotard observe le statut épistémologique du savoir dans sa crédibilité. Se référant sur les théoriciens allemands tel que Jurgen Habermas, il introduit la notion de la légitimation comme la problématique essentielle qui interfère avec les bouleversements du savoir. Or, il définit la légitimation comme «le processus par lequel un législateur se trouve autorisé à promulguer la loi comme une norme.»  Pour Lyotard, la légitimation du savoir s'opère par un discours scientifique dans lequel un «législateur» est autorisé à prescrire les conditions dites (en règle générale, des conditions de consistance interne et de vérification expérimentale) pour qu'un énoncé puisse être pris en considération par la communauté scientifique. En outre, il propose 5 différentes propriétés du savoir scientifique :  
- Le savoir scientifique exige l'isolement d'un jeu de langage, le dénotatif ; et l'exclusion des autres. Le critère d'acceptabilité d'un énoncé est sa valeur de vérité. On y rencontre certes d'autres classes d'énoncés, comme l'interrogation (« Comment expliquer que... ? ») et la prescription (« Soit une série dénombrable d'éléments...» ) ; mais ils n'y sont que comme des chevilles dans l'argumentation dialectique ; celle-ci doit aboutir à un énoncé dénotatif. On est donc savant (en ce sens) si l'on peut proférer un énoncé vrai au sujet d'un référent ; et scientifique si l'on peut proférer des énoncés vérifiable ou falsifiable au sujet de référents accessibles aux experts.
- Ce savoir se trouve ainsi isolé des autres jeux de langage dont la combinaison forme le lien social. Il n'en est plus une composante immédiate et partagée comme l'est le savoir narratif. Mais il en est une composante indirecte, parce qu'il devient une profession et donne lieu à des institutions, et que dans les sociétés modernes les jeux de langage se regroupent  sous forme d'institutions animées par des partenaires qualifiés, les professionnels. La relation entre le savoir et la société (c'est-à-dire l'ensemble des partenaires dans l'agonistique générale, en tant qu'ils ne sont pas des professionnels de la science) s'extériorise. Un nouveau problème apparaît, celui du rapport de l'institution scientifique avec la société. Le problème peut-il être résolu par la didactique, par exemple selon le présupposé que tout atome social peut acquérir la compétence scientifique ?
- Au sein du jeu de la recherche, la compétence requise porte sur le seul poste de l'énonciateur. Il n'y a pas de compétence particulière comme destinataire (elle n'est exigible que dans la didactique : l'étudiant doit être intelligent). Et il n'y a aucune compétence comme référent. Même s'il s'agit de sciences humaines, le référent qui est alors tel aspect des conduites humaines, est en principe placé en extériorité par rapport aux partenaires de la dialectique scientifique. Il n'y a pas ici, comme dans le narratif, à savoir être ce que le savoir dit qu'on est.
- Un énoncé de science ne tire aucune validité de ce qu'il est rapporté. Même en matière de la pédagogie, il n'est enseigné qu'autant qu'il est toujours présentement vérifiable par argumentation et preuve. En soi, il n'est jamais à l'abri d'une « falsification ». De cette manière, le savoir accumulé en énoncés acceptés précédemment peut toujours être récusé. Mais, inversement, tout nouvel énoncé, s'il est contradictoire avec un énoncé précédemment admis portant sur le même référent, ne pourra être accepté comme valide que s'il réfute l'énoncé précédent par arguments et preuves.
- Le jeu de science implique donc une temporalité diachronique, c'est-à-dire une mémoire et un projet. Le destinateur actuel d'un énoncé scientifique est supposé avoir connaissance des énoncés précédents concernant son référent (bibliographie) et ne propose un énoncé sur ce même sujet qu'autant qu'il diffère des énoncés précédents. Ce qu'on a appelé l'accent de chaque performance est ici privilégié par rapport au « mètre », et du même coup la fonction polémique de ce jeu. Cette diachronie supposant la mise en mémoire et la recherche du nouveau dessine en principe un processus cumulatif. Le « rythme » de celui-ci, qui est le rapport de l'accent au mètre, est variable[3].

## La fin des métarécits
Lyotard annonce la fin des deux grands métarécits modernes : le métarécit de l'émancipation du sujet rationnel et le métarécit de l'histoire de l'esprit universel. La pensée moderne a longtemps été l'histoire d'un Sujet de la connaissance qui progressait dans sa quête de justice et d'avancement social ; il y avait autrefois une autorité qui faisait de cette quête le récit d'une marche vers l'émancipation rationnelle. Cette autorité s'appuyait sur la pensée des Lumières, de Kant et de Rousseau, notamment. 
La notion de sujet de la connaissance est difficile à circonscrire : nombreux sont les philosophes analytiques [Qui ?] qui dénonceront cette manière qu'a Lyotard d'en faire le personnage, le protagoniste, d'une histoire presque fictive, d'une théorie de l'histoire proprement narrative. La modernité est un concept extrêmement vaste, et l'essai s'inscrit dans un débat important touchant le statut de la connaissance conceptuelle, reposant sur l'établissement des lois de la pensée humaine. 
Lyotard proclame la fin de ce qu'il appelle le métarécit de l'histoire universelle de l'Esprit attribuée au philosophe Hegel. L'idée selon laquelle la production intellectuelle d'une époque doit être vue comme la matérialisation locale et historique d'un esprit universel, ne tient plus dans la pensée contemporaine, qui semble ne plus répondre à l'appel des grandes histoires idéalisées de la modernité.

## Table des matières
Introduction
1. Le champ : le savoir dans les sociétés informatisées
2. Le problème : la légitimation
3. La méthode : les jeux de langage
4. La nature du lien social : l’alternative moderne
5. La nature du lien social : la perspective postmoderne
6. Pragmatique du savoir narratif
7. Pragmatique du savoir scientifique
8. La fonction narrative et la légitimation du savoir
9. Les récits de la légitimation du savoir
10. La délégitimation
11. La recherche et sa légitimation par la performativité
12. L’enseignement et sa légitimation par la performativité
13. La science postmoderne comme recherche des instabilités
14. La légitimation par la paralogie